# شورای زبان اکسیتان
شورای زبان اکسیتان (CLO; اکسیتان: Conselh de la Lenga Occitana) نهاد مسئول برای مدیریت و توسعه زبان اکسیتان در فرانسه است. این سازمان در سال ۱۹۹۶ بنیانگذاری شده‌است.